# Трастова компанія
Трастова компанія (від англ. trust — «довіряти») — товариства, що здійснюють управління майном, грошима або цінними паперами чи правами за дорученням власника.
Функціонування довірчого товариства передбачає досить складну сукупність відносин, що формуються між головними діючими особами, які укладають трастову угоду. До них належать:
- довіритель (принципал) — фізична або юридична особа, яка є власником капіталу і передає його в управління довіреній особі (управляючому або менеджеру) для його використання на певних умовах;

- довірена особа — фізична або юридична особа, яка на певних, зазначених в угоді, умовах бере в управління майно довірителя;

- бенефіціар — третя особа, на користь якої здійснюється управління майном, якщо довіритель приймає таке рішення.

Формою організації відносин між довірителем і довіреною особою є трастова угода, основний зміст якої стосується як обов'язків і відповідальності довіреної особи, так і прав та привілеїв довірителя.
У сучасних умовах довірчі товариства за загальним функціональним призначенням націлені на ефективне використання майна, його фінансових форм, зменшення ризиків підприємницької діяльності та вдосконалення інвестиційного процесу.